# Тоиси
Тоиси — военный аэродром и маленькая деревня в долине реки Шайок, Ладакх, Индия, находится на большом плоском плато на Линии контроля (демаркационная линия между Индией и Пакистаном в Кашмире). Аэропорт необходим индийским военным для доставки припасов на ледник Сячэн и контролю за приграничными действиями Пакистана.
«THOISE» не настоящий топоним, а аббревиатура от Transit Halt Of Indian Soldiers Enroute (на Сяачен), то есть «Транзитная Остановка Индийских Солдат На Маршруте — ТОИСНМ». Примерно час лёта до Дели. До деревни Хундур 16 км и 25 до Дискит. 160 км до Леха, столицы Ладакха. На транспорте можно добраться через Кхардунг Ла, в том случае, если можно будет через него перебраться.
Гражданским лицам вход в Тоиси закрыт. Последний КПП в Хундуре, дальше моста не пускают. Indian Oil Corporation допущена для поставок армии. Руководство строительством осуществляется из Чандигарха.